# Distretto di Cagaanhajrhan (Zavhan)
Il distretto di Cagaanhajrhan è uno dei ventiquattro distretti (sum) in cui è suddivisa la provincia del Zavhan, in Mongolia. Conta una popolazione di 1.496 abitanti (censimento 2005). 